# Плоское (Рязанская область)
Плоское — опустевшая деревня в Пронском районе Рязанской области. Входит в Орловское сельское поселение

## География
Находится в юго-западной части Рязанской области на расстоянии приблизительно 8 км на запад-северо-запад по прямой от районного центра города Пронск.

## История
Отмечалась еще на карте 1840 года.

## Население
Численность населения не была учтена как в 2002 году, так и в 2010.